# Morella pavonis
Morella pavonis là một loài thực vật có hoa trong họ Myricaceae. Loài này được (C. DC.) Parra-O. mô tả khoa học đầu tiên năm 2002.